# Peuplier grisard
Espèce
Parent A de l'hybridation 
  Populus tremula 
×

Parent B de l'hybridation 
  Populus alba 
Le peuplier grisard (Populus ×canescens) est une espèce de plantes à fleurs de la famille des Salicaceae. C'est une espèce hybride résultant du croisement entre le peuplier blanc et le peuplier tremble. On l'appelle également blanc de Hollande, ypréau ou franc-picard. Il vit au bord des étangs et des marais.

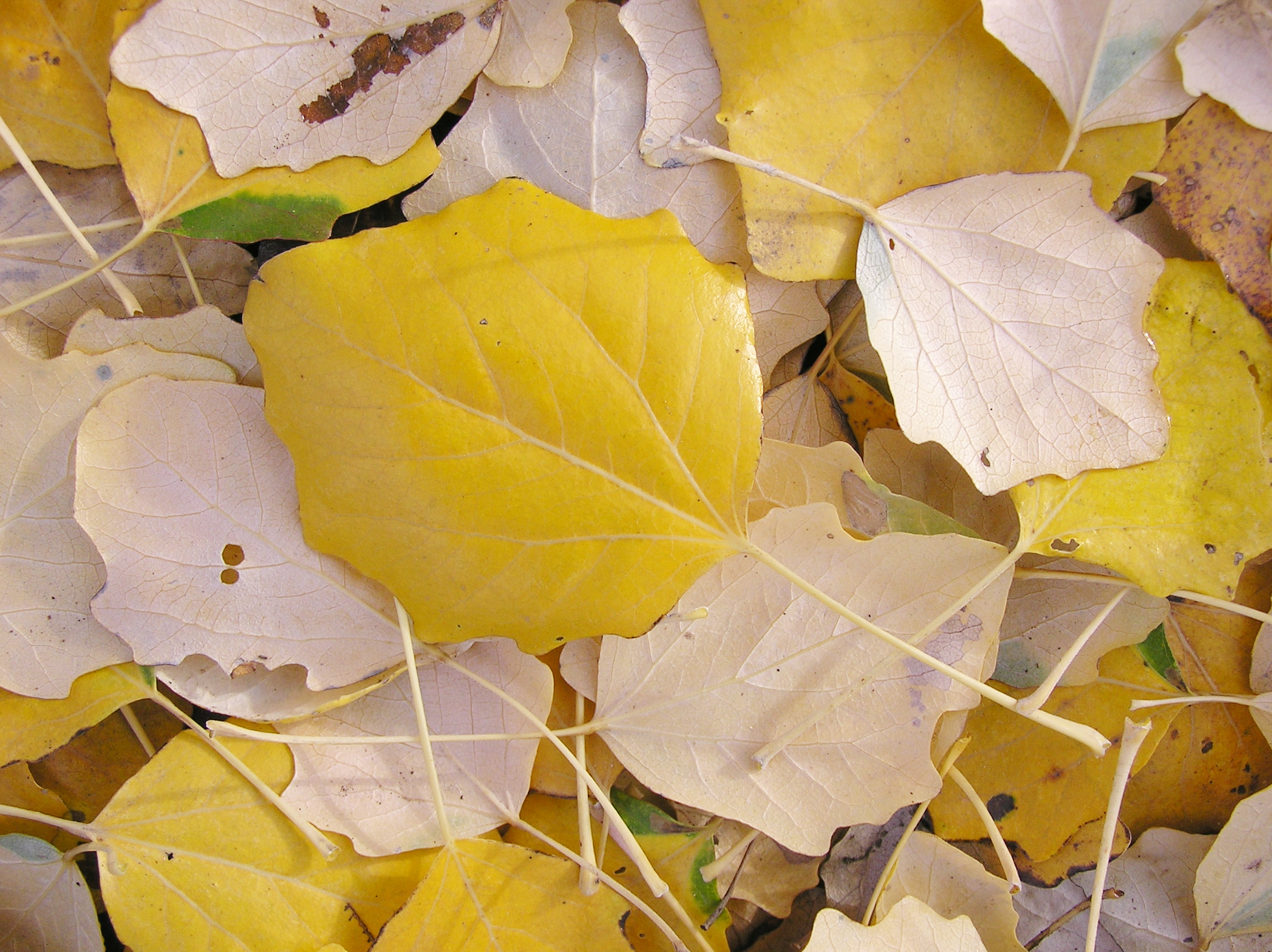
Feuillage tombé à l'automne.

Dans le Nord, en France, on peut le voir en Forêt de Nieppe, dans la Réserve naturelle nationale de la dune Marchand, au niveau de la Dune Dewulf ou dans le Parc des Étangs Mellaerts. On peut le voir aussi dans la Réserve naturelle de l'étang de Biguglia en Corse.